# Heliand

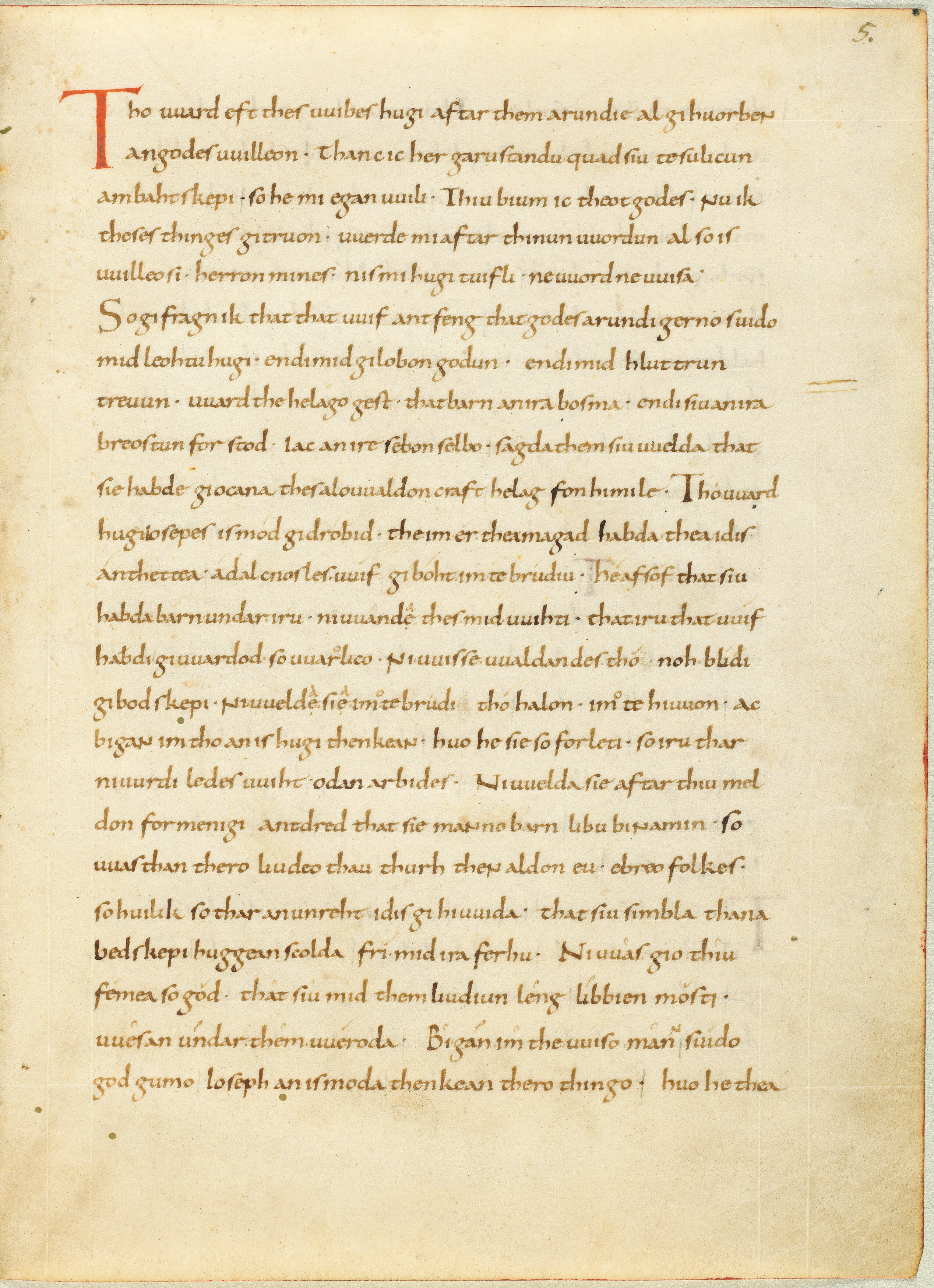
Pagina uit het Münchener handschrift (Bayrische Staatsbibliothek)

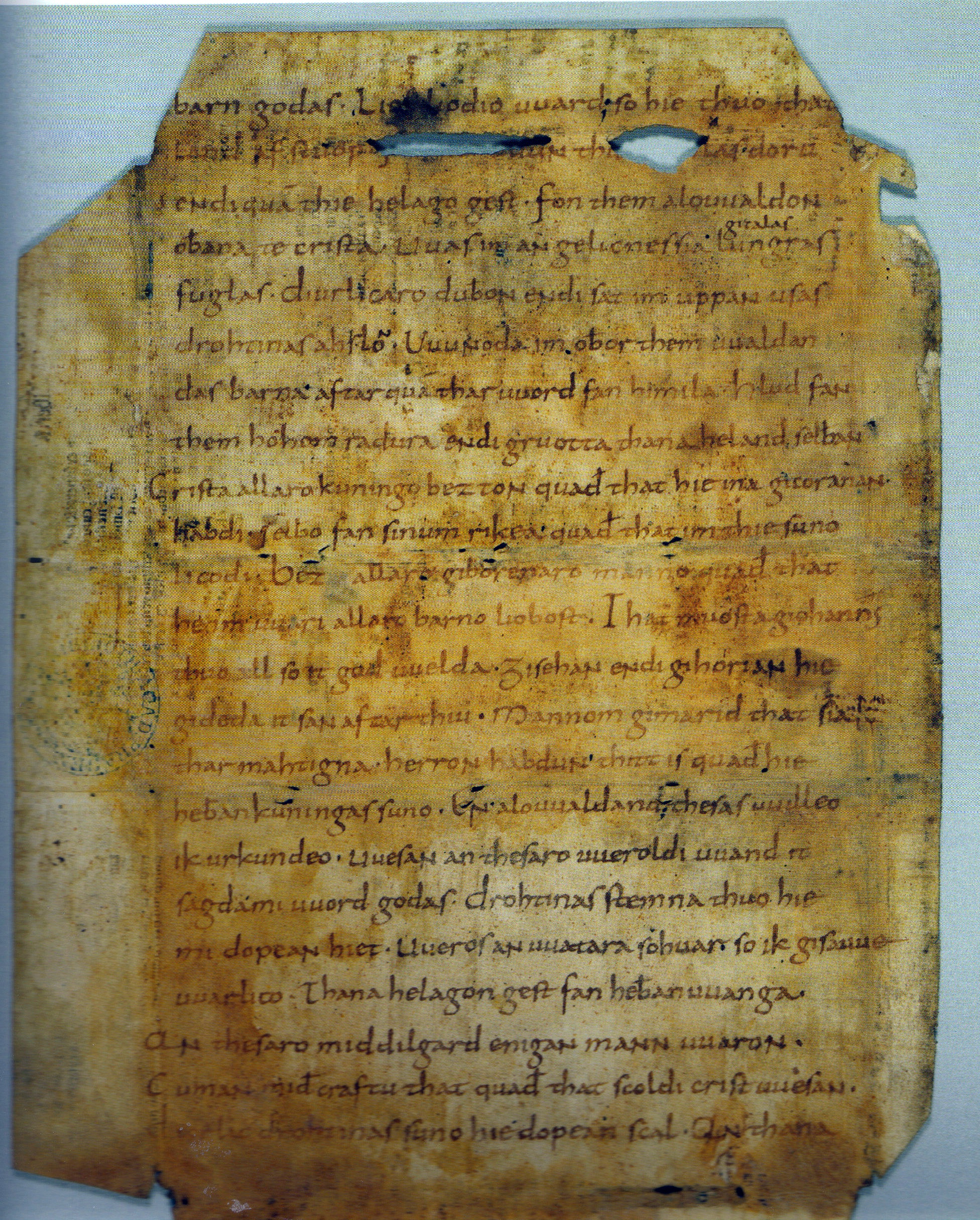
Berlijns fragment (Staatsbibliothek zu Berlin)

De Heliand is een religieus episch gedicht over het leven van Jezus Christus, geschreven in het Oudsaksisch, omstreeks het jaar 825. De naam Heliand, die overigens pas in 1830 door geleerden aan het gedicht werd toegekend, is Oudsaksisch voor het Duitse en Nederlandse 'heiland' of 'redder'. Het is het enige omvangrijke gedicht dat in het Oudsaksisch is overgeleverd. Het bestaat uit 5983 allitererende verzen en is niet compleet. De tekst van het epos is bewaard gebleven in vier handschriften: twee grotere, de codex Můnchen Cgm 25 (bekend als M of Monacensis, negende eeuw) en in de British Library, de Codex Cottonianus Caligula A. VII (bekend als C, tiende eeuw), alsmede twee fragmentarische, welke laatste zich bevinden in de Universiteit van Praag en in het Vaticaan. Van het Cottonmanuscript wordt aangenomen dat het in Engeland is geschreven.

## Literaire missionering
Het gedicht geeft een indruk van de didactische wijze waarop het christendom in de noordwestelijke Germaanse gebieden, waaronder het noorden en oosten van het huidige Nederland, ingang heeft gevonden. De dichter baseert zijn verhaal op de vier evangeliën, maar hij plaatst het leven van Jezus in een eigentijdse, Germaanse context. Hij schetst Christus als een adellijke heer die met zijn vazallen van burcht naar burcht trekt. Landschap en klimaat zijn West-Europees. Ook worden begrippen gebruikt die oorspronkelijk in de Germaanse mythologie thuishoren, zoals het noodlotsbegrip Wyrd en Midgaard.
Hieruit blijkt dat de dichter aansluiting zocht bij de belevingswereld van zijn toehoorders. Een voorbeeld hiervan is ook dat het kindje Jezus, de telg uit het koningshuis van David, volgens het in de Heliand voorkomende kerstevangelie in een gewaad werd gewikkeld, versierd met edelstenen (dat past immers een koningskind!), en toen pas in de kribbe van Bethlehem werd gelegd. Deze scène paste beter bij de Saksische belevingswereld dan de nederigheid rond Jezus' geboorte, die in latere christelijke tradities juist geaccentueerd werd. Ook een gedeelte van het verhaal rond Christus' lijden en sterven werd voorzien van andere accenten. In Johannes 18: 10 en 11 wordt beschreven, dat Simon Petrus bij Jezus' gevangenname een van de knechten van de hogepriesters met een zwaard een oor afhieuw. In de Heliand wordt dit feit uitvoerig in 17 versregels beschreven; hiermee accentueert de dichter dat Jezus' discipelen zich niet laf van Hem terugtrokken, wat voor de Saksische toehoorders onaanvaardbaar geklonken zou hebben.
Vermoedelijk was dit ook de strategie van de eerste missionarissen in de Lage Landen, onder wie de heilige Bonifatius. Deze zogenoemde evangelieharmonie is waarschijnlijk gemaakt door een geestelijke uit (de omgeving van) de school van Fulda, welke stad is ontstaan bij een benedictijner klooster gesticht in opdracht van Bonifatius in 744. Naast de Oudsaksische Genesis is zij het enige grote dichtwerk uit deze tijd. De tekst werd  misschien onder Oudhoogduitse invloed geschreven.

## Taalkundige betekenis
Niet alleen als literair-cultureel erfgoed, maar ook voor de kennis van het Oudgermaans is de Heliand van onschatbare betekenis. De oudste bronnen van het Oudsaksisch dateren uit de negende eeuw, terwijl haar zustertaal het Oudnederfrankisch of Oudnederlands niet in de verte kan bogen op dergelijke vroege en omvangrijke bronnen. Van het Oudnederlands dateren de eerste bescheiden fragmenten pas van zo'n twee tot drie eeuwen later. Het is mede daarom belangrijk  dat van de Heliand een Nederlandse vertaling beschikbaar is. Daarmee is de Oudsaksische tekst ook voor niet-Oudgermanisten toegankelijk geworden.

## Vormkenmerken
In het gedicht wordt het leven van Jezus  beschreven – of beter eigenlijk bezongen – in de stijl van een Germaanse sage, in karakteristiek Germaanse allitererende verzen (stafrijm). De oorspronkelijke tekst van ca. 6000 regels, onderverdeeld in 71 hoofdstukken, is bijna in zijn geheel bewaard gebleven. Het einde ontbreekt echter.
Men beschouwt de vorm en de inhoud van de Heliand vaak als een bewuste poging de christelijke boodschap gemakkelijker aanvaardbaar te maken voor de onlangs of nog niet gekerstende Saksen. Zo gebruikt de dichter het traditionele Germaanse stafrijm, de typisch Germaanse herhaalde beschrijvingen van dezelfde gebeurtenis of dezelfde persoon en past hij het verhaal aan aan een Germaanse couleur locale. Het volgende fragment (verzen 1279 – 1283) kan deze techniek illustreren:
(â ê î ô û zijn lange klinkers, đ een zwakke th (IPA [ð]), ƀ als Engelse v, uu als de Engelse w):

| Thô umbi thana neriendon Krist nahor gengun sulike gesidos, sô he im selbo gecos, uualdand undar them uuerode. Stodun uuisa man, guman umbi thana godes sunu gerno suuido, uueros an uuilleon | Nederlandse vertaling Toen voegden zijn metgezellen zich dichter bij Christus, de verlosser, die hijzelf gekozen had, als heerser over het volk. De wijzen, de mannen, stonden rondom Gods zoon, met grote belangstelling en ingetogen opwinding |

Het stafrijm is duidelijk aanwezig en Christus wordt in enkele opeenvolgende regels omschreven als ‘Christus de verlosser’, ‘heerser over het volk’ en ‘zoon van God’. Zijn metgezellen worden gepresenteerd als volgelingen van een krijgsheer, die weliswaar wijs is, maar toch een typisch Germaanse vorst is met zijn onderdanen die trouw aan hem zweren.
Het is aannemelijk dat de dichter deze technieken bewust gebruikte om de christelijke boodschap toegankelijker te maken voor de Germaanse Saksen (inculturatie). Deze literaire stijlvormen werden in die tijd nu eenmaal gebruikt en voor een publiek dat niet behoorde tot een kloostergemeenschap waren ze de enige bekende. Bepaalde beschrijvingen zijn er duidelijk op gericht de Germaanse belevingswereld te doen aansluiten bij het christelijke gedachtegoed.

## Verdere tekstvoorbeelden
Uit het Kerstverhaal in de  Heliand (verzen 339-349):
| Thô ward fon Rûmuburg rîkes mannes bar alla thesa irminthiod Octaviânas ban endi bodskepi obar thea is brêdon giwald cuman fon them kêsure cuningo gihuilicun, hêmsitteandiun sô wîdo sô is heritogon obar al that landskepi liudio giweldun. Hiet man that alla thea elilendiun man iro ôdil sôhtin, helidos iro handmahal angegen iro hêrron bodon, quâmi te them cnôsla gihue, thanan he cunneas was, giboran fon them burgiun. That gibod ward gilêstid obar thesa wîdon werold. | Nederlandse vertaling (vrij naar Van Vredendaal 2006) Toen richtte vanuit Romeburg Octavianus, de rijksheer, aan alle volkeren, een ban en boodschap, die breed werd verspreid, afkomstig van de keizer aan de koningen in zijn rijk: inheemse vorsten, hertogen die overal in wijde landstreken de macht uitoefenden. Wie elders verbleef, moest zijn erfgoed zoeken, in zijn gebied verschijnen tegenover de boden van zijn heer. Ieder ging naar de streek waar zijn stam ooit was, naar de burcht van zijn geboorte. Het gebod werd gevolgd over deze wijde wereld. |

Verzen 4537-4549 (uit het Heilig Avondmaal van Jezus): 
| Themu gi folgon sculun an sô huilike gardos, sô gi ina gangan gisehat, ia gi than themu hêrron, the thie hoƀos êgi, selƀon seggiad, that ik iu sende tharod te gigaruuuenne mîna gôma. Than tôgid he iu ên gôdlîc hûs, hôhan soleri, the is bihangen al fagarun fratahun. Thar gi frummien sculun uuerdscepi mînan. Thar bium ik uuiskumo selƀo mid mînun gesîđun." Thô uurđun sân aftar thiu thar te Hierusalem iungaron Kristes forđuuard an ferdi, fundun all sô he sprak uuordtêcan uuâr: ni uuas thes giuuand ênig. | Duitse vertaling Diesem sollt ihr folgen an die Stätte, zu der er gehen wird. Geht dann zu dem Herren, dem der Hof gehört, und sagt ihm selbst, dass ich euch sende, mein Gastmahl zu richten. Dann wird er euch in ein herrliches Haus bringen, eine hohe Halle, die allüber behangen ist mit reichen Teppichen. Dort sollt ihr bereitet haben meine Bewirtung. Dorthin werde ich wohlweislich selbst kommen mit meinen Gefährten." So machten sie sich auf nach Jerusalem, die Jünger Christi, sofort auf die Reise und fanden alles so vor, wie er es erklärte, seine Worte waren wahr: niemals musste gezweifelt werden. |

## Vertalingen
De eerste Nederlandse vertaling van de Heliand verscheen in 2006 van de hand van de kenner van het Oudgermaans Jaap van Vredendaal; hij had medewerking van theoloog Willem van der Meiden. In 2023 bezogde Jan Nijen Twilhaar een tweede vertaling.
Daarnaast zijn er vertalingen uitgebracht in diverse varianten van het Nedersaksisch, de taal die is voortgekomen uit het Oudsaksisch. In 2012 verscheen een Twentse versie door dominee Anne van der Meiden in samenwerking met Harry Morshuis. Tegelijk verschenen vertalingen in het Gronings (door Sies Woltjer), Achterhoeks (door Henk Krosenbrink en Henk Lettink) en Münsterlands (door Hannes Demming). Ook verscheen er een nieuwe editie van de Oudsaksische tekst, verzorgd door Timothy Sodmann, met een Duitstalige en een korte Nederlandstalige toelichting. Een nieuwe editie uit 2022 bevat een uitgebreidere Nederlandstalige toelichting en een woordenlijst Oudsaksisch-Nederlands. In 2022 verschenen verder twee nieuwe Nedersaksische vertalingen: in het Sallands (door Jan Nijen Twilhaar) en in het Stellingwerfs (door Henk Bloemhoff). Deze twee vertalingen sluiten nauw aan op de oorspronkelijke tekst, al is afgezien van het consequente gebruik van stafrijm. Ook in 2022 werd in Assen op de 'Mannefestaosie Nedersaksische literetuur en tael' aandacht geschonken aan de nieuwe Heliandvertalingen en aan taalkundige en politiek-historische aspecten van het gedicht, met bijzondere aandacht voor de Nedersaksische regio's.